# Océane Michelon
Océane Michelon, född 4 mars 2002, är en fransk skidskytt.
Océane Michelon gjorde sin debut i IBU-cupen 2022. 2024 tog hon brons på Europamästerskapen i jaktstarten och silver i den mixade stafetten. Hon gjorde sin första tävling i världscupen 2024. Vid världsmästerskapen i skidskytte 2025 ingick hon i det franska laget som tog guld på stafetten. I masstarten tog hon silver.